# Nås och Malungs domsagas valkrets
Nås och Malungs domsagas valkrets var vid valen 1866–1908 till andra kammaren en egen valkrets med ett mandat. I valen 1866–1890 var valkretsens namn Malungs, Lima och Äppelbo samt Nås, Järna och Floda tingslags valkrets och i valen 1893–1899 Nås och Malungs tingslags valkrets; det slutliga namnet Nås och Malungs domsagas valkrets tillkom i valet 1902.
Valkretsen, som ungefär motsvarade dagens Malungs och Vansbro kommuner, avskaffades vid införandet av proportionellt valsystem i valet 1911 och uppgick då i Kopparbergs läns västra valkrets. 

## Riksdagsmän
- Eric Dofsén, lmp (1867–1869)
- Erik Ericsson (1870–1872)
- Eric Dofsén, lmp (1873–1878)
- Stormats Mathias Olsson, gamla lmp 1888–1894, lmp 1895–1899, lib s 1900–1902 (1879–1902)
- Johan Ström, lib s (1903–1911)

## Valresultat

### 1896
| Andrakammarvalet i Sverige 1896: Nås och Malungs domsagas valkrets | Andrakammarvalet i Sverige 1896: Nås och Malungs domsagas valkrets | Andrakammarvalet i Sverige 1896: Nås och Malungs domsagas valkrets | Andrakammarvalet i Sverige 1896: Nås och Malungs domsagas valkrets | Andrakammarvalet i Sverige 1896: Nås och Malungs domsagas valkrets | Andrakammarvalet i Sverige 1896: Nås och Malungs domsagas valkrets |
| Parti                                                              | Parti                                                              | Kandidat                                                           | Röster                                                             | %                                                                  | ±                                                                  |
| ------------------------------------------------------------------ | ------------------------------------------------------------------ | ------------------------------------------------------------------ | ------------------------------------------------------------------ | ------------------------------------------------------------------ | ------------------------------------------------------------------ |
|                                                                    | Lantmannapartiet                                                   | Stormats Mathias Olsson                                            | 157                                                                | 60,6                                                               |                                                                    |
|                                                                    | Obunden frihandelsvän                                              | Johan Ström                                                        | 52                                                                 | 20,1                                                               |                                                                    |
|                                                                    | Annat                                                              | Olof Israelsson i Skamhed                                          | 35                                                                 | 13,5                                                               |                                                                    |
|                                                                    | Annat                                                              | Graf Lars Jonsson i Lima                                           | 9                                                                  | 3,5                                                                |                                                                    |
|                                                                    | Annat                                                              | Övriga                                                             | 6                                                                  | 2,3                                                                |                                                                    |
| Valdeltagande                                                      | Valdeltagande                                                      | Valdeltagande                                                      | 270                                                                | 12,9                                                               |                                                                    |

### 1899
| Andrakammarvalet i Sverige 1899: Nås och Malungs domsagas valkrets | Andrakammarvalet i Sverige 1899: Nås och Malungs domsagas valkrets | Andrakammarvalet i Sverige 1899: Nås och Malungs domsagas valkrets | Andrakammarvalet i Sverige 1899: Nås och Malungs domsagas valkrets | Andrakammarvalet i Sverige 1899: Nås och Malungs domsagas valkrets | Andrakammarvalet i Sverige 1899: Nås och Malungs domsagas valkrets |
| Parti                                                              | Parti                                                              | Kandidat                                                           | Röster                                                             | %                                                                  | ±                                                                  |
| ------------------------------------------------------------------ | ------------------------------------------------------------------ | ------------------------------------------------------------------ | ------------------------------------------------------------------ | ------------------------------------------------------------------ | ------------------------------------------------------------------ |
|                                                                    | Liberala samlingspartiet                                           | Stormats Mathias Olsson                                            | 196                                                                | 44,0                                                               | -16,6                                                              |
|                                                                    | Annat                                                              | Johan Ström                                                        | 106                                                                | 23,8                                                               | +3,7                                                               |
|                                                                    | Annat                                                              | Olof Israelsson i Skamhed                                          | 91                                                                 | 20,4                                                               | +6,9                                                               |
|                                                                    | Annat                                                              | Graf Lars Jonsson i Lima                                           | 34                                                                 | 7,6                                                                | +4,1                                                               |
|                                                                    | Annat                                                              | Nils Forsberg i Äppelbo                                            | 15                                                                 | 3,4                                                                |                                                                    |
|                                                                    | Annat                                                              | Övriga                                                             | 3                                                                  | 0,7                                                                |                                                                    |
| Valdeltagande                                                      | Valdeltagande                                                      | Valdeltagande                                                      | 445                                                                | 19,8                                                               |                                                                    |

Valet ägde rum den 16 september 1899.

### 1902
| Andrakammarvalet i Sverige 1902: Nås och Malungs domsagas valkrets | Andrakammarvalet i Sverige 1902: Nås och Malungs domsagas valkrets | Andrakammarvalet i Sverige 1902: Nås och Malungs domsagas valkrets | Andrakammarvalet i Sverige 1902: Nås och Malungs domsagas valkrets | Andrakammarvalet i Sverige 1902: Nås och Malungs domsagas valkrets | Andrakammarvalet i Sverige 1902: Nås och Malungs domsagas valkrets |
| Parti                                                              | Parti                                                              | Kandidat                                                           | Röster                                                             | %                                                                  | ±                                                                  |
| ------------------------------------------------------------------ | ------------------------------------------------------------------ | ------------------------------------------------------------------ | ------------------------------------------------------------------ | ------------------------------------------------------------------ | ------------------------------------------------------------------ |
|                                                                    | Liberala samlingspartiet                                           | Johan Ström                                                        | 459                                                                | 56,0                                                               | +32,2                                                              |
|                                                                    | Moderat, (kons.)                                                   | Täpp Jonas Eriksson                                                | 244                                                                | 29,8                                                               |                                                                    |
|                                                                    | Annat                                                              | Olof Israelsson i Skamhed                                          | 103                                                                | 12,6                                                               | -7,8                                                               |
|                                                                    | Annat                                                              | Övriga                                                             | 13                                                                 | 1,6                                                                |                                                                    |
| Valdeltagande                                                      | Valdeltagande                                                      | Valdeltagande                                                      | 822                                                                | 37,0                                                               |                                                                    |

Valet ägde rum den 7 september 1902.

### 1905
| Andrakammarvalet i Sverige 1905: Nås och Malungs domsagas valkrets | Andrakammarvalet i Sverige 1905: Nås och Malungs domsagas valkrets | Andrakammarvalet i Sverige 1905: Nås och Malungs domsagas valkrets | Andrakammarvalet i Sverige 1905: Nås och Malungs domsagas valkrets | Andrakammarvalet i Sverige 1905: Nås och Malungs domsagas valkrets | Andrakammarvalet i Sverige 1905: Nås och Malungs domsagas valkrets |
| Parti                                                              | Parti                                                              | Kandidat                                                           | Röster                                                             | %                                                                  | ±                                                                  |
| ------------------------------------------------------------------ | ------------------------------------------------------------------ | ------------------------------------------------------------------ | ------------------------------------------------------------------ | ------------------------------------------------------------------ | ------------------------------------------------------------------ |
|                                                                    | Liberala samlingspartiet                                           | Johan Ström                                                        | 388                                                                | 81,1                                                               | +25,1                                                              |
|                                                                    | Annat                                                              | P. Skoglund i Myrbacka                                             | 65                                                                 | 13,6                                                               |                                                                    |
|                                                                    | Annat                                                              | Övriga                                                             | 25                                                                 | 5,2                                                                |                                                                    |
| Valdeltagande                                                      | Valdeltagande                                                      | Valdeltagande                                                      | 482                                                                | 20,4                                                               |                                                                    |

Valet ägde rum den 17 september 1905.

### 1908
| Andrakammarvalet i Sverige 1908: Nås och Malungs domsagas valkrets | Andrakammarvalet i Sverige 1908: Nås och Malungs domsagas valkrets | Andrakammarvalet i Sverige 1908: Nås och Malungs domsagas valkrets | Andrakammarvalet i Sverige 1908: Nås och Malungs domsagas valkrets | Andrakammarvalet i Sverige 1908: Nås och Malungs domsagas valkrets | Andrakammarvalet i Sverige 1908: Nås och Malungs domsagas valkrets |
| Parti                                                              | Parti                                                              | Kandidat                                                           | Röster                                                             | %                                                                  | ±                                                                  |
| ------------------------------------------------------------------ | ------------------------------------------------------------------ | ------------------------------------------------------------------ | ------------------------------------------------------------------ | ------------------------------------------------------------------ | ------------------------------------------------------------------ |
|                                                                    | Liberala samlingspartiet                                           | Johan Ström                                                        | 501                                                                | 94,2                                                               | +13,1                                                              |
|                                                                    | Annat                                                              | Lars Olsson Gezelius                                               | 7                                                                  | 1,3                                                                |                                                                    |
|                                                                    | Annat                                                              | Övriga                                                             | 24                                                                 | 4,5                                                                |                                                                    |
| Valdeltagande                                                      | Valdeltagande                                                      | Valdeltagande                                                      | 539                                                                | 22,2                                                               |                                                                    |

Valet ägde rum den 20 september 1908.